# Retour vers le futur 2
Pour les articles homonymes, voir Retour vers le futur (homonymie).
Série Retour vers le futur
Retour vers le futur
(1985) Retour vers le futur 3
(1990)
Pour plus de détails, voir Fiche technique et Distribution.
Retour vers le futur 2 (Back to the Future Part II) est un film de science-fiction américain réalisé par Robert Zemeckis et sorti en 1989. Le cinéaste écrit le scénario avec Bob Gale. C'est la suite du film Retour vers le futur (1985) et la deuxième partie de la trilogie Retour vers le futur.
Avec pour acteurs principaux Michael J. Fox, Christopher Lloyd, Thomas F. Wilson et Lea Thompson, le film suit directement les événements du premier film. Doté d'un budget de 40 millions de dollars, il est tourné conjointement avec le troisième épisode de la trilogie, Retour vers le futur 3. Son tournage débute en février 1989, après deux années passées à construire les décors et écrire le scénario.
Retour vers le futur 2 sort aux États-Unis le 22 novembre 1989 puis en Belgique et en France le 20 décembre 1989. En France, il termine à la 3e place du box-office de l'année 1989 avec 2 992 497 entrées. À l'échelle mondiale, le film remporte un succès notable, engrangeant un total de 331 millions de dollars de recettes.

## Synopsis

### Intrigue
Après s'être involontairement retrouvé projeté en 1955 à bord d'une voiture équipée d'une machine à voyager dans le temps, le héros Marty McFly est de retour à son époque en 1985, mais constate les changements apportés à sa vie et à sa famille, conséquence des modifications qu'il a effectuées dans le passé dans le premier opus, modifiant les événements de 1955 et donc affectant son présent en 1985.

### Le retour de Doc: voyage en 2015
Alors qu'il vient de retrouver sa petite amie Jennifer, arrivée chez lui, Marty reçoit la visite surprise de son ami, le docteur Emmett Brown, surnommé « Doc » (l'inventeur de la machine à voyager dans le temps), qui débarque devant la maison de ses parents au volant de la DeLorean que Marty avait utilisée pour aller en 1955 et en revenir.
Doc, habillé bizarrement et apparemment affolé, informe Marty et Jennifer qu'il vient de visiter le futur et que leur descendance est en danger. Insistant pour qu'ils l'accompagnent, Doc souhaite emmener Marty et Jennifer trente ans dans le futur, en 2015 afin d'empêcher le pire : leur fils, Marty McFly Junior, s'apprête en effet bien malgré lui à être le complice de Griff Tannen (le petit-fils de Biff Tannen, l’antagoniste du premier film) dans une tentative de vol ratée au centre commercial de Hill Valley. Doc les informe que cet événement causé par l’arrestation du Marty Junior produira une catastrophe en chaine, conduisant à la destruction totale de la famille McFly. Grimpant à bord du véhicule, les trois compères décollent et la DeLorean part dans une gerbe d'étincelles vers le futur.
Mais, à peine arrivés en 2015, Doc se voit obligé d'endormir Jennifer, car il a peur que sa présence affecte trop le futur (Jennifer demandant à Doc des détails sur son mariage avec Marty), mais aussi pour permettre à Marty d'accomplir sa tâche discrètement et sans encombre.

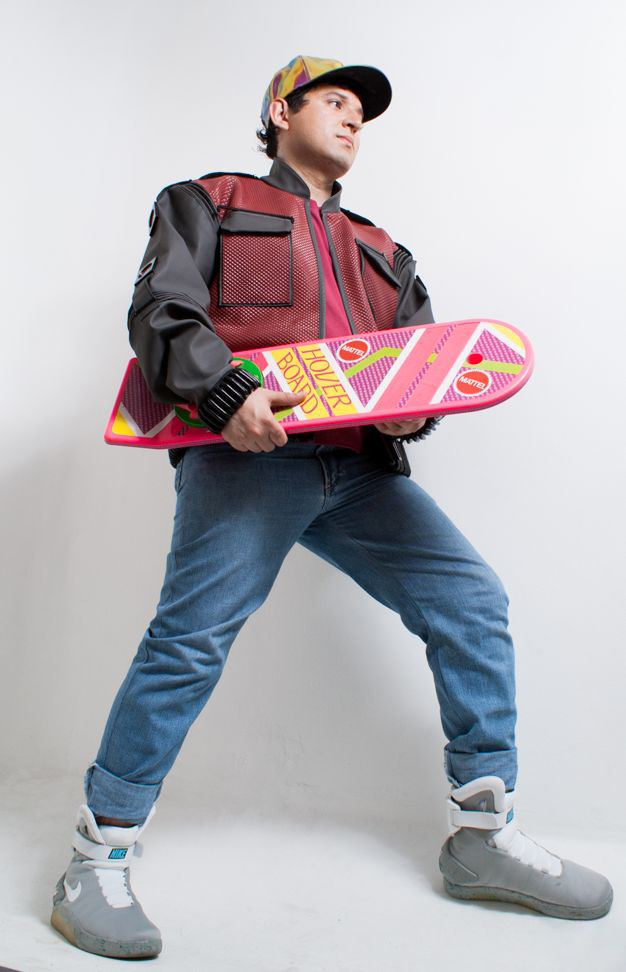
Cosplay de Marty McFly avec sa tenue futuriste de 2015.

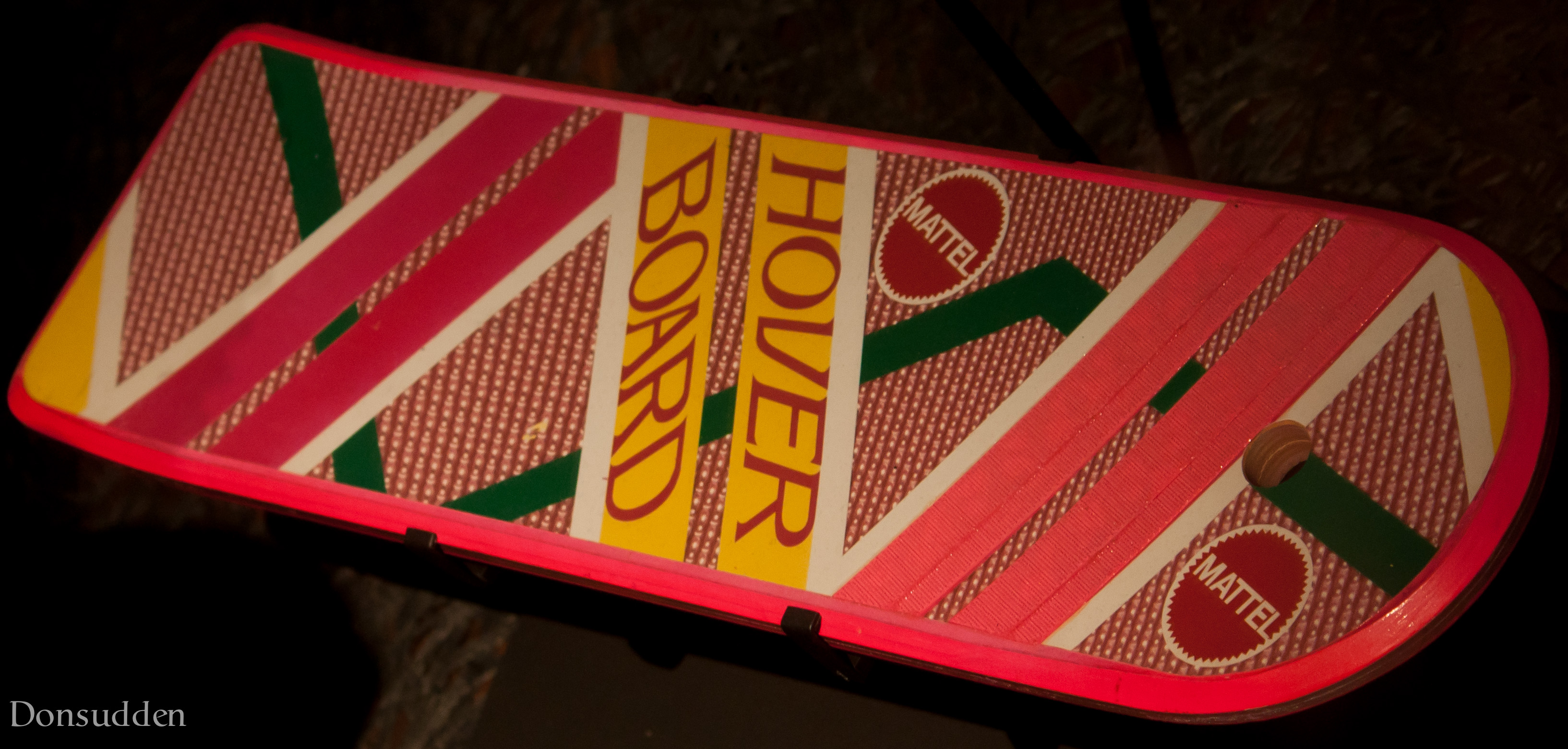
L'hoverboard utilisé par Marty dans le film.

Arrivés au centre-ville d'Hill Valley, Doc explique à Marty qu'il doit se rendre dans un café à l'ancienne, le « Café 80’ » et, sous l'apparence de son fils Marty Junior, indiquer à Griff son refus de coopérer au hold-up prévu. Cependant, alors qu'il entre dans l'établissement, Marty voit son fils Marty Junior arriver lui aussi dans le café. Marty parvient à prendre la place de son fils ; il refuse ensuite de faire le hold-up et provoque le jeune Griff. Ce dernier, à la tête de sa bande, poursuit Marty qui s'échappe en pilotant un hoverboard. La course poursuite est finalement stoppée lorsque Griff et sa bande percutent la façade de l'hôtel de ville. Le gang est arrêté par la police. Lui montrant alors une coupure de journal, Doc, qui avait réalisé qu'après l'avoir utilisé pour endormir Jennifer que l’appareil n'est plus assez puissant pour endormir Marty Junior aussi pour 1 heure entière, explique à Marty que le futur vient d'être modifié, car le casse n'a pas lieu : Marty Junior n'est pas emprisonné et sa sœur Marlene non plus en essayant de sauver son frère.
Alors qu'il visite les boutiques du centre-ville pendant que Doc prépare leur retour en 1985, Marty, appâté par le gain, achète dans une boutique de souvenirs des années 1980 un almanach des sports, l'ouvrage retraçant l'ensemble des résultats sportifs survenus depuis les années 1950 jusque dans les années 2000, avec l'intention de s'enrichir lorsqu’il retournera à son époque. Mais Doc, devinant ses intentions, lui défend de le faire et lui prend l'almanach des mains, qu'il jette dans une poubelle sous les yeux du vieux Biff Tannen (le grand-père de Griff, devenu un vieillard à cette époque) qui passait par là.
Épiant les deux amis, Biff s'empare de l'almanach et suit la DeLorean depuis un taxi. Par la suite, il dérobe la voiture et s'en sert à l'insu de Doc et Marty pendant que ceux-ci sont occupés à récupérer Jennifer au lotissement de Hilldale, là où Marty et Jennifer habiteront plus tard avec leurs enfants. Pendant ce temps, Biff retourne dans le passé en 1955 ; il trouve son alter ego de 1955 et lui donne l'almanach. Puis il revient en 2015 avec la DeLorean, la déposant à l'endroit-même où il l'avait empruntée, sans que Doc et Marty ne s'en aperçoivent. Mais, à son retour, Biff semble malade et s'éloigne en titubant (il est révélé dans un scène coupée que celui-ci commence à disparaître à cause des modifications temporelles qu'il a apportées).

### Un présent parallèle: le monde de Biff
Lorsque Marty et Doc reviennent en 1985, leur mission accomplie, en apparence tout est comme avant. Marty remarque cependant, quand il dépose Jennifer (de nouveau évanouie après être tombée nez à nez avec la Jennifer de 2015) devant chez elle alors que la nuit est tombée, qu'une des fenêtres de sa maison est maintenant munie de barreaux, un détail qu'il n'avait jamais remarqué auparavant.

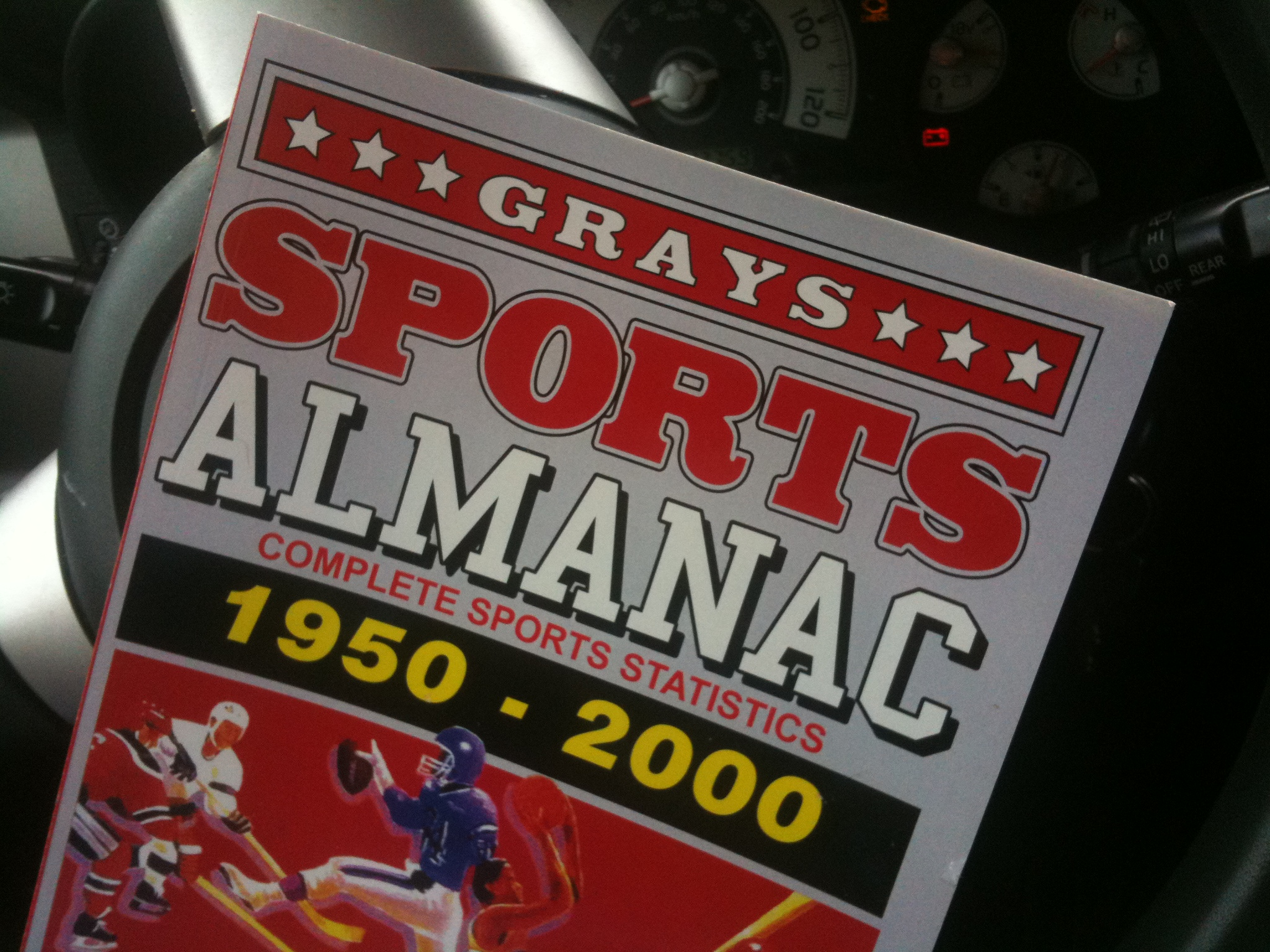
L'Almanach des sports acheté en 2015 permet à Biff de devenir riche, créant un présent uchronique que Marty et Doc se doivent d'effacer.

Laissant Doc repartir chez lui avec la voiture, Marty retourne à pied à son domicile. Alors qu'il tente de passer par la porte de derrière, il constate avec étonnement que celle-ci est maintenant bloquée par un cadenas. Enjambant la clôture, il arrive à la fenêtre de sa chambre, l'escalade et pénètre dans sa chambre mais tombe nez à nez avec des gens qu'il ne connaît pas, en l'occurrence des afro-américains, et qui semblent habiter les lieux. Chassé par les habitants comme un intrus, Marty s'enfuit. Troublé, il découvre alors que lui, Doc et Jennifer semblent être retournés dans un 1985 différent de celui qu'ils connaissaient. En s'échappant de la maison qui était la sienne, Marty aperçoit en chemin plusieurs épaves de voitures carbonisées, ainsi qu'une scène de crime et entend au loin des sirènes de voitures de police qui sillonnent la ville.
Consultant la date d'un journal qu'il trouve sur le perron d'une maison, afin de vérifier s'il n'est pas revenu à une mauvaise époque, Marty tombe nez à nez avec le principal Strickland, le proviseur de son lycée, qui le met en joue avec un fusil, le prenant pour un voleur. Marty, en essayant de rassurer Strickland qui étrangement ne le reconnaît pas, apprend que le lycée où il étudie en 1985 a brûlé dans un incendie en 1979. Alors que l’ex-proviseur menace Marty de l'abattre s'il ne déguerpit pas de son perron, une voiture de voyous armés passe devant la maison, ouvrant le feu sur Strickland. Profitant de la fusillade, Marty s’enfuit.
Se dirigeant vers la place de l'hôtel de ville, Marty s'aperçoit avec horreur qu'il est maintenant dans un Hill Valley bien différent de celui qu'il connait : Hill Valley est devenu « Hell Valley » (« la vallée de l'enfer »), une ville cauchemardesque, refuge de criminels et de crapules entièrement aux ordres de Biff Tannen, devenu dans cette réalité un richissime homme d'affaires qui a construit sa fortune en pariant avec succès aux jeux d'argent et paris sportifs. Il apprend également que sa mère Lorraine a épousé Biff, et vit maintenant avec lui dans l'imposant hôtel-casino que Biff s'est fait construire à la place du vieil hôtel de ville. Assommé par les bras droits de Biff, Marty se réveille auprès de sa mère. C'est alors qu'arrive Biff, qui se dispute avec Marty, le croyant toujours être en train d’étudier dans une école privée en Suisse. Lorraine voulant partir, Biff la menace de lui couper les vivres, de résilier les cartes de crédits de sa fille Linda et de faire valser la liberté conditionnelle de son autre fils Dave. Lorraine cède au chantage de Biff, qui s'en va. Interrogeant sa mère, Marty apprend que son père Georges McFly a été tué « accidentellement » le 15 mars 1973 et que sa dépouille repose au cimetière de la Vieille Charité de la ville.
Se rendant au cimetière, Marty trouve la tombe de son père et rencontre Doc, qui lui explique toute l'histoire. Ils sont bien rentrés en 1985, mais dans un 1985 parallèle à celui qu'ils connaissaient. Doc montre à Marty le pommeau de la canne du vieux Biff, qui se trouvait dans la DeLorean à côté du sachet et le ticket de caisse de l'almanach des sports de la boutique de 2015. En fouillant dans les archives de la bibliothèque municipale, il a découvert des articles de presse concernant l'ascension fulgurante du jeune Biff ; sur une photo datée de 1958, ils le voient avec l'almanach des sports dans sa poche. Outre les conséquences sur Hill Valley, la famille de Marty ainsi que Doc (qui dans ce présent alternatif est interné en hôpital psychiatrique), les actions de Biff a affecté le monde entier : dans cette version de l'Histoire, la Guerre du Viêt Nam était toujours en cours en mai 1983. Biff a également aidé Richard Nixon à rester président des États-Unis, au moins jusqu'en 1985.
Doc lui explique également qu'il ne peut pas empêcher le vieux Biff de revenir dans le passé, car cette réalité parallèle où ils sont maintenant existe en plus de leur propre réalité : s'ils retournaient maintenant dans le futur, ils iraient dans un futur parallèle, toujours dominé par Biff et non dans le futur de leur propre réalité. Comprenant cela et aussi déjà comment le Biff de cette réalité a réussi à devenir millionnaire en trichant avec l'almanach, Doc décide d'aller demander à Marty de se renseigner auprès de Biff pour savoir dans quelles circonstances précises et dans quel lieu le vieux Biff lui a donné l'almanach.
De retour à l'immeuble imposant de Biff, Marty provoque ce dernier, lui demandant de but en blanc des informations concernant l'almanach.

### Retour vers le passé
Biff, n'ayant pas peur de révéler la vérité, explique alors à Marty qu'il a reçu l'almanach des sports des mains du vieux Biff le 12 novembre 1955 (le jour où Marty est reparti en 1985 dans le premier film). Malheureusement, le vieux Biff l'avait prévenu qu'un savant fou ou qu'un gamin pourraient un jour lui poser des questions au sujet de ce précieux livre et que, dans ce cas, il devrait les éliminer. Attaqué, Marty réussit à échapper à Biff (qui avoue au passage être le meurtrier de Georges McFly) et sa bande, Doc le sauvant de justesse avec la DeLorean. Racontant à Doc tout ce que Biff lui a révélé, les deux amis repartent dans le passé, le matin du 12 novembre 1955.
En 1955, Marty repère en ville le jeune Biff Tannen et se glisse en cachette à l'arrière de sa voiture. Il assiste alors à l'arrivée du vieux Biff, qui donne au jeune Biff l'almanach en lui expliquant son pouvoir. Enfermé avec la voiture de Tannen dans le garage de ce dernier, il attend le soir que Biff revienne chercher sa voiture pour aller au bal du lycée, et là bas tente à plusieurs reprises de reprendre l'almanach, sans succès bien que Biff ne s'aperçoive de rien. Depuis le bureau de Mr. Strickland, qu'il pensait à tort avoir confisqué l'almanach à Biff (il ne s'agissait que de la jaquette, masquant un magazine de charme), Marty voit alors son père, le jeune George McFly, s'apprêter à étendre Biff KO. Il accourt pour assister à temps la scène et, ses parents et son autre lui partis, en profite pour reprendre l'almanach. Il parvient ensuite à neutraliser discrètement la bande de Biff alors qu'ils s'apprêtaient à s'en prendre à son autre lui alors que ce dernier interprétait Johnny B. Goode sur scène, évitant ainsi un paradoxe temporel. 
Malheureusement, Biff retrouve Marty et s'empare à nouveau du livre. Marty se rend ensuite sur le toit du lycée, d'où vient le chercher Doc avec la DeLorean volante, et lui explique que Biff lui a repris l'almanach. Suivant la voiture de Biff avec la DeLorean conduite par Doc qui vole derrière lui, Marty se sert de l'hoverboard qu'il avait ramené de son voyage dans le futur pour reprendre l'almanach à Biff, juste avant que la voiture de celui-ci ne percute (pour la seconde fois de la saga) un camion rempli de fumier. Un orage étant en train d'éclater, Marty, sous les ordres de Doc qui essaie de faire atterrir la DeLorean, brûle l'almanach. Tout semble rentrer dans l'ordre : le journal indique que Georges McFly est vivant et récompensé pour son livre, tandis que Doc est également récompensé pour ses travaux scientifiques.
Tout à coup, un éclair jaillit et frappe la DeLorean de plein fouet alors que celle-ci plane toujours dans les airs, faisant disparaître la voiture et Doc. Marty, désespéré, croyant la DeLorean détruite et son ami disparu, est persuadé qu'il ne pourra plus retourner seul en 1985. C'est alors qu'il voit arriver une voiture qui surgit de l'obscurité. Le conducteur qui en sort lui explique être un coursier et qu'il a reçu pour consigne de se rendre en ce lieu précis et à cette date précise donner une lettre postée depuis 70 ans à un jeune homme du nom « Marty McFly ». Contre toute attente, il s'agit d'une lettre de Doc, dans laquelle celui-ci explique à Marty qu'il est vivant et en bonne santé, et qu'il a été projeté à cause de l'éclair en 1885. 
La dernière scène du film montre Marty retourner vers le Doc de 1955 (qui vient d'assister au départ de Marty pour 1985 dans le premier film) et tenter de lui expliquer qu'il est « de retour du futur ». Le Doc de 1955 prononce son expression favorite « Nom de Zeus ! »; avant de s'évanouir, stupéfait. 

## Fiche technique
- Titre original : Back to the Future Part II
- Titre français : Retour vers le futur 2 ou Retour vers le futur, 2e partie
- Titre québécois : Retour vers le futur II
- Réalisation : Robert Zemeckis
- Scénario : Bob Gale, d'après une histoire de Robert Zemeckis et Bob Gale
- Musique : Alan Silvestri
- Direction artistique : Rick Carter
- Costumes : Joanna Johnston
- Maquillages : Ken Chase (en)
- Photographie : Dean Cundey
- Effets spéciaux : Ken Ralston pour Industrial Light & Magic
- Montage : Arthur Schmidt et Harry Keramidas
- Production : Bob Gale, Neil Canton, Steven Spielberg, Frank Marshall, Kathleen Kennedy et Steve Starkey
- Sociétés de production : Universal Pictures, U-Drive Productions et Amblin Entertainment
- Société de distribution : United International Pictures (France) ; Universal Pictures (États-Unis)
- Pays de production :  États-Unis
- Langue originale : anglais
- Budget : 40 millions de dollars[3]
- Format : Couleurs (Deluxe) - 1,85:1 - Dolby Stéréo - 35 mm - Filmé avec du matériel Panavision
- Genre : science-fiction, comédie
- Durée : 108 minutes
- Dates de sortie :
  - États-Unis :
    - 20 novembre 1989 (première à Los Angeles)
    - 22 novembre 1989 (sortie nationale)

  - Canada : 24 novembre 1989
  - Belgique et France : 20 décembre 1989

## Distribution

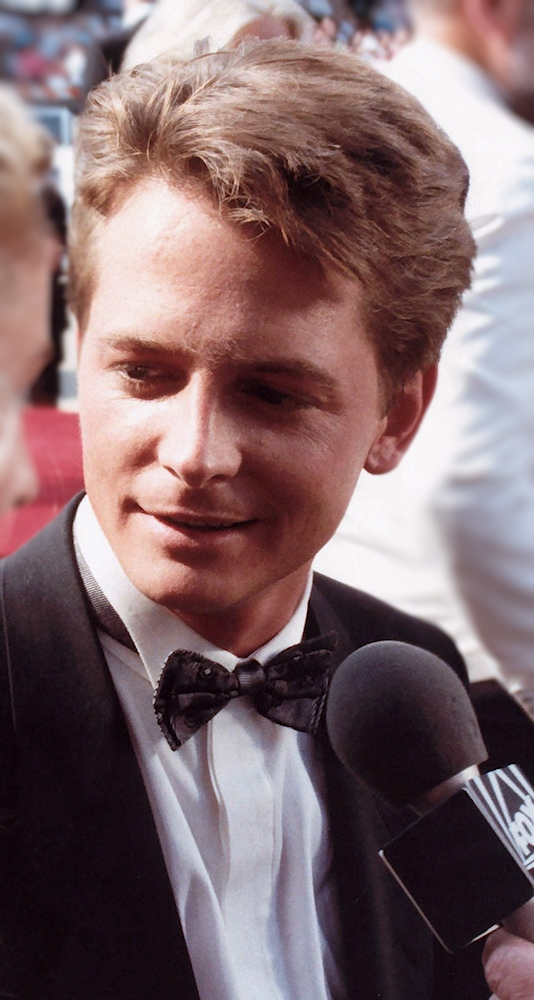
Michael J. Fox en 1988.

- Michael J. Fox (VF : Luq Hamet) : Marty McFly / Marty McFly Junior / Marlene McFly
- Christopher Lloyd (VF : Pierre Hatet) : Doc
- Thomas F. Wilson (VF : Richard Darbois) : Biff Tannen / Griff Tannen
- Lea Thompson (VF : Céline Monsarrat) : Lorraine Baines, épouse McFly (en 1985 et 2015) ou Tannen (dans le « 1985 alternatif »)
- James Tolkan (VF : Jean-Claude Montalban) : M. Strickland
- Jeffrey Weissman / Crispin Glover (image d'archives) (VF : Philippe Peythieu) : George Douglas McFly
- Elisabeth Shue (VF : Brigitte Berges) : Jennifer Parker / McFly
- Casey Siemaszko (VF : Daniel Lafourcade) : 3-D, un copain de Biff
- Billy Zane (VF : Jean-Jacques Nervest) : Match, un copain de Biff
- J. J. Cohen : Skinhead, un copain de Biff
- Charles Fleischer (VF : Gilbert Levy) : Terry (le garagiste (1955), l'homme demandant de l'argent pour l'horloge (2015))
- Ricky Dean Logan : Data, un copain de Griff
- Darlene Vogel : Spike, une copine de Griff
- Jason Scott Lee : Whitey, un copain de Griff
- Flea (VF : Marc François) : Douglas J. Needles
- Jim Ishida (VF : Hervé Bellon) : Ito T. Fujitsu, le patron de Marty dans le futur (2015)
- Joe Flaherty (VF : Georges Poujouly) : l'homme de la Western Union (1955)
- Marty Levy (VF : Claude Joseph) : le chauffeur de taxi (2015)
- Mary Ellen Trainor (VF : Magaly Berdy) : l'officier Reese, policière du futur (2015)
- Stephanie E. Williams (VF : Dominique Chauby) : l'officier Foley, policière du futur (2015)
- George Buck Flower (VF : Claude Joseph) : Red, le clochard (1985)
- Donald Fullilove (VF : Mario Santini) : Goldie Wilson III
- Lisa Freeman (VF : Aurélia Bruno) : Babs, l'amie de Lorraine (1955)
- Wesley Mann (VF : Georges Caudron) : le témoin du vol de l'almanach (1955)
- Judy Ovitz (VF : Véronique Augereau) : la vendeuse du magasin d’antiquité (2015)
- Lindsay Whitney Barry (VF : Aurélia Bruno) et Theo Schwartz : les petites filles à qui Marty emprunte l'hoverboard
- Elijah Wood, John Thornton : les enfants sur le jeu vidéo au Café 80’
- Nikki Birdsong : Loretta
- Shaun Hunter : Harold
- Al White : le père de famille (1985)
- Junior Fann : la mère de famille (1985)
- E. Casanova Evans (VF : Thierry Ragueneau) : vidéo de Michael Jackson au Café 80’
- Jay Koch (VF : Raymond Loyer) : vidéo de Ronald Reagan au Café 80’
- Charles Gherardi : vidéo de l'ayatollah Khomeini au Café 80’
- John Erwin (VF : Georges Caudron) : voix du commentateur sportif à la radio (1955)
- Neil Ross (VF : Bernard Lanneau) : voix off du documentaire sur Biff (1985)

Sources et légende : version française (VF) sur Allodoublage

## Production

### Genèse du projet
À l'origine, selon le réalisateur Robert Zemeckis, aucune suite n'était prévue[réf. nécessaire]. Mais après l'énorme succès du premier volet, une suite fut rapidement envisagée.
Zemeckis posa au studio la condition que Michael J. Fox et Christopher Lloyd devaient obligatoirement en faire partie. Il retrouve alors son ami Bob Gale pour travailler sur ce nouveau script. Rapidement, ils regrettent d'avoir fini le premier film avec Marty, Doc et Jennifer partant en voiture, car ils devaient obligatoirement repartir de là. Gale écrit un premier jet seul, Zemeckis étant très occupé par Qui veut la peau de Roger Rabbit. L'histoire se déroule alors en 1967. Mais Robert Zemeckis souhaite retourner en 1955 et « jouer » avec les paradoxes temporels et ainsi revoir différemment certains éléments du premier film.
La plupart des acteurs du premier film acceptent de revenir, à l'exception de Crispin Glover et Claudia Wells. Le rôle de George McFly est alors réécrit. Ainsi le personnage apparaît âgé et la tête à l'envers (à la suite d'un tour de rein) en 2015 puis est déclaré mort assassiné dans le « 1985 alternatif ».
Au départ, lors de la pré-production, les deuxième et troisième volets ne devaient former qu'un seul opus intitulé Paradoxe, qui fut finalement scindé en deux, après que les scénaristes ont jugé qu'ils ne voulaient pas supprimer trop d'idées dans le script, devenu trop riche pour tenir en un seul long-métrage. Malgré un refus, dans un premier temps, de produire d'emblée un troisième volet, à l'annonce d'un budget de 65 millions de dollars, Universal Pictures accepta finalement de produire deux suites au premier film, pour un budget de 35 millions de dollars chacune.

### Choix des acteurs
Elisabeth Shue remplace Claudia Wells (celle-ci étant indisponible pour des raisons personnelles) dans le rôle de Jennifer Parker. La dernière scène du premier film, qui fait office d'ouverture dans le second, a dû ainsi être entièrement retournée avec la nouvelle actrice.
Jeffrey Weissman succède à Crispin Glover dans le rôle de George McFly, ce dernier ayant en effet refusé de reprendre son personnage. Une image du premier volet, montrant Glover en attente à la féerie dansante des sirènes, a cependant été insérée au moment où Marty l'observe dans ses jumelles.
Elijah Wood fait ses débuts d'acteur dans le film : il incarne l'un des deux enfants branchant la borne d'arcade dans le Café 80’.

### Tournage

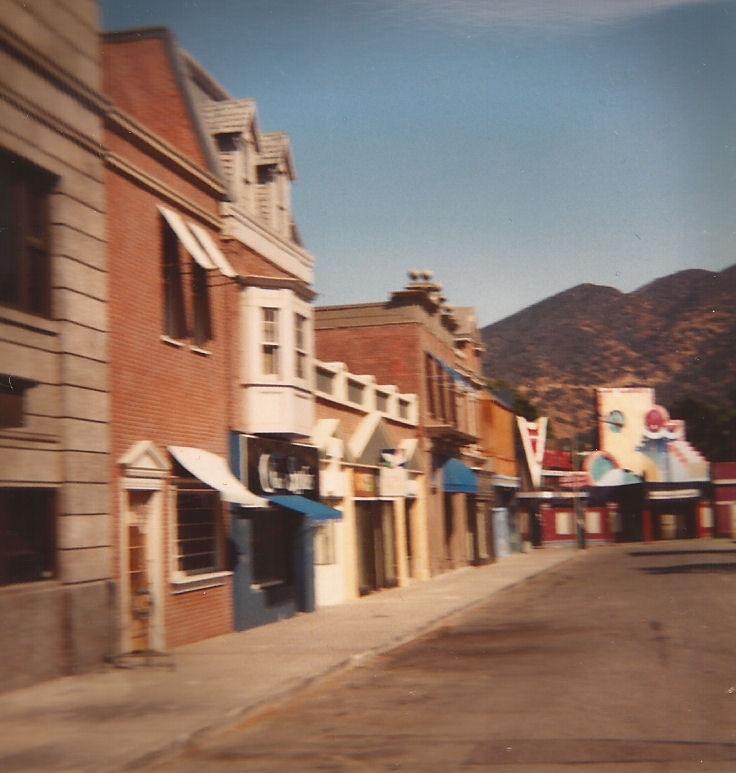
Courthouse Square dans le décor permanent des studios Universal en 1991, deux ans après le tournage du film. Les façades gardent encore leur aspect des scènes du futur.

Le tournage du 3e volet a lieu dans la continuité du 2e film, pour des questions d'économies et permettre à Michael J. Fox de travailler sur la série télévisée Sacrée Famille. Le tournage débute le 20 février 1989.
Il se déroule dans divers lieux de la Californie :
- Baldwin Park[7]
- Courthouse Square, Backlot, Universal Studios - 100 Universal City Plaza, Universal City
- Plateau 12, Universal Studios - 100 Universal City Plaza, Universal City (le centre ville de Hill Valley)
- El Monte
- Église méthodiste unie - 6817 Franklin Avenue, Hollywood (le bal de l'école « la Féerie dansante des sirènes »)
- Griffith Park - 4730 Crystal Springs Drive, Los Angeles (scènes dans le tunnel)
- Oxnard
- Pasadena (le manoir Brown)
- South Pasadena
- Whittier High School - 12417 E. Philadelphia Street, Whittier (le lycée de Hill Valley)
- Wilmington, Los Angeles (cimetière d'Oak Park)

Ce second film remontre également des scènes du 1er film. Michael J. Fox a cependant dû refaire les scènes de guitare de Johnny B. Goode du premier opus, mais tournées sous des angles différents afin d'incorporer l'autre Marty (puis les copains de Biff) dans la même séquence. À noter que les musiciens du bal ont refait eux aussi les mêmes passages sous d'autres angles.
La dernière scène du premier film, reprise comme scène d'ouverture du second, a du être entièrement retournée afin d'insérer Elisabeth Shue à la place de Claudia Wells. Elle comporte un petit supplément : Biff sort de la maison des McFly, cherche après Marty pour lui montrer une boîte d'allumettes gratuites pour ses services, et aperçoit la DeLorean décoller puis disparaître sous ses yeux.
On peut tout de même relever quelques petits détails changeant dans cette version retournée de la scène :
- Marty porte une montre à son poignet gauche alors qu'il n'en avait pas dans la première version ;
- le 4x4 est représenté avec un modèle plus récent ;
- lorsque Doc arrive à travers le temps avec la DeLorean, on ne compte que deux détonations alors qu'on en comptait trois dans le premier film ;
- lorsque Doc insère les déchets dans le générateur de fusion, il en met moins que dans le premier film ;
- le gros plan de la canette de bière jetée dans le générateur a été supprimé ;
- lorsque Marty demande à Doc ce qui va leur arriver dans le futur, ce dernier lève les yeux vers le ciel avant de lui répondre (Christopher Lloyd avait en fait un petit trou de mémoire dans ses répliques) ;
- le décollage de la DeLorean durant lequel le véhicule restait bien horizontal sur le plan arrière du premier film alors qu'il perd légèrement l'équilibre sur celui orienté depuis la vision de Biff.

Quatre plans de la première version, dans lesquels Jennifer n'apparaît pas, ont tout de même été conservés dans cette version retournée :
- les parents de Marty observant celui-ci depuis la porte d'entrée avant de se retourner vers l'intérieur.
- l'arrivée de la DeLorean renversant la poubelle.
- le gros plan où Doc récupère des déchets.
- celui où Doc répond « Je fais le plein ! ».

Simon Wells, qui avait supervisé l'animation de Qui veut la peau de Roger Rabbit pour Zemeckis l'année précédente, a réalisé les storyboards des opus 2 et 3.

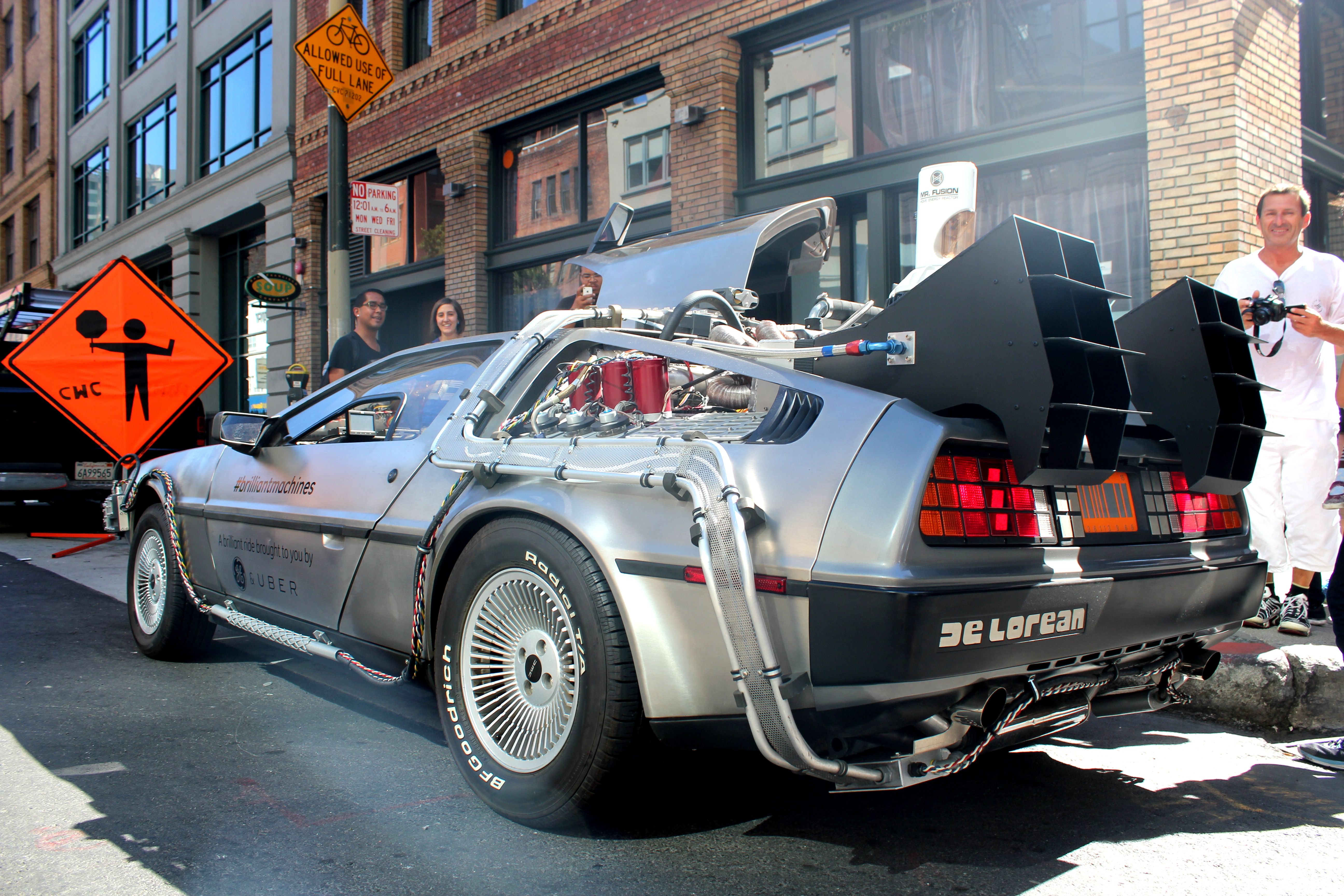
Réplique de la DeLorean DMC-12 utilisée dans le film pour voyager dans le temps (San Francisco, 2013).
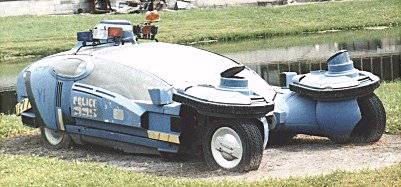
Un spinner, véhicule du film Blade Runner, dont les quelques modèles produits par les décorateurs ont été utilisés pour faire les voitures futuristes visibles dans le film en 2015.
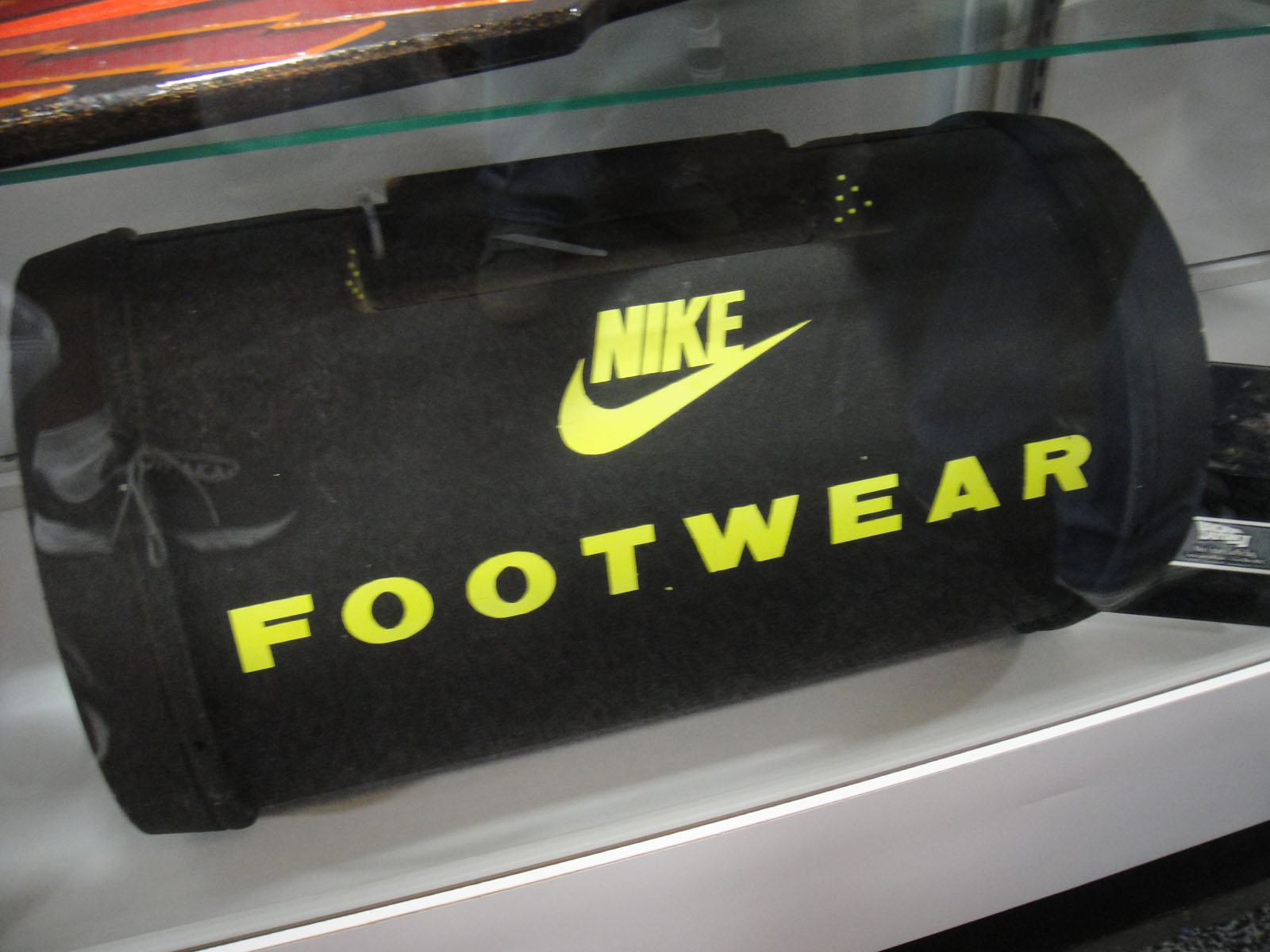
Un sac de sport du futur, de marque Nike.

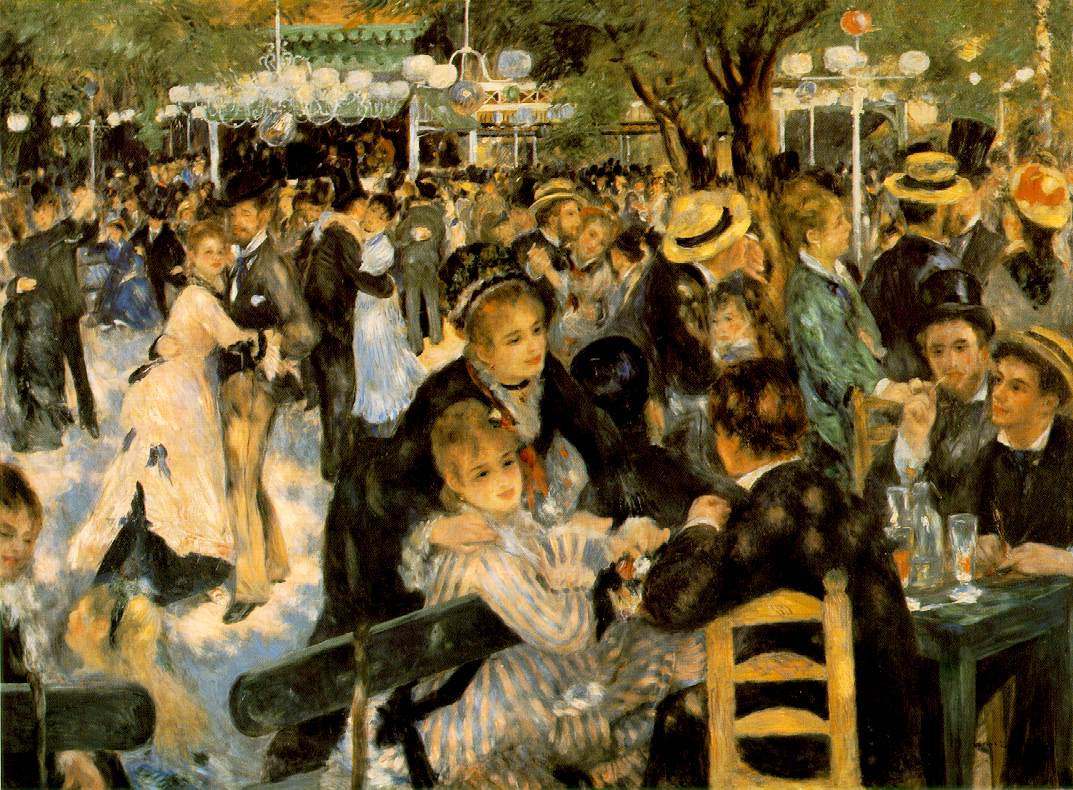
Le tableau Bal du moulin de la Galette d'Auguste Renoir, visible sur l'écran de télévision géant dans la maison des McFly du futur en 2015.
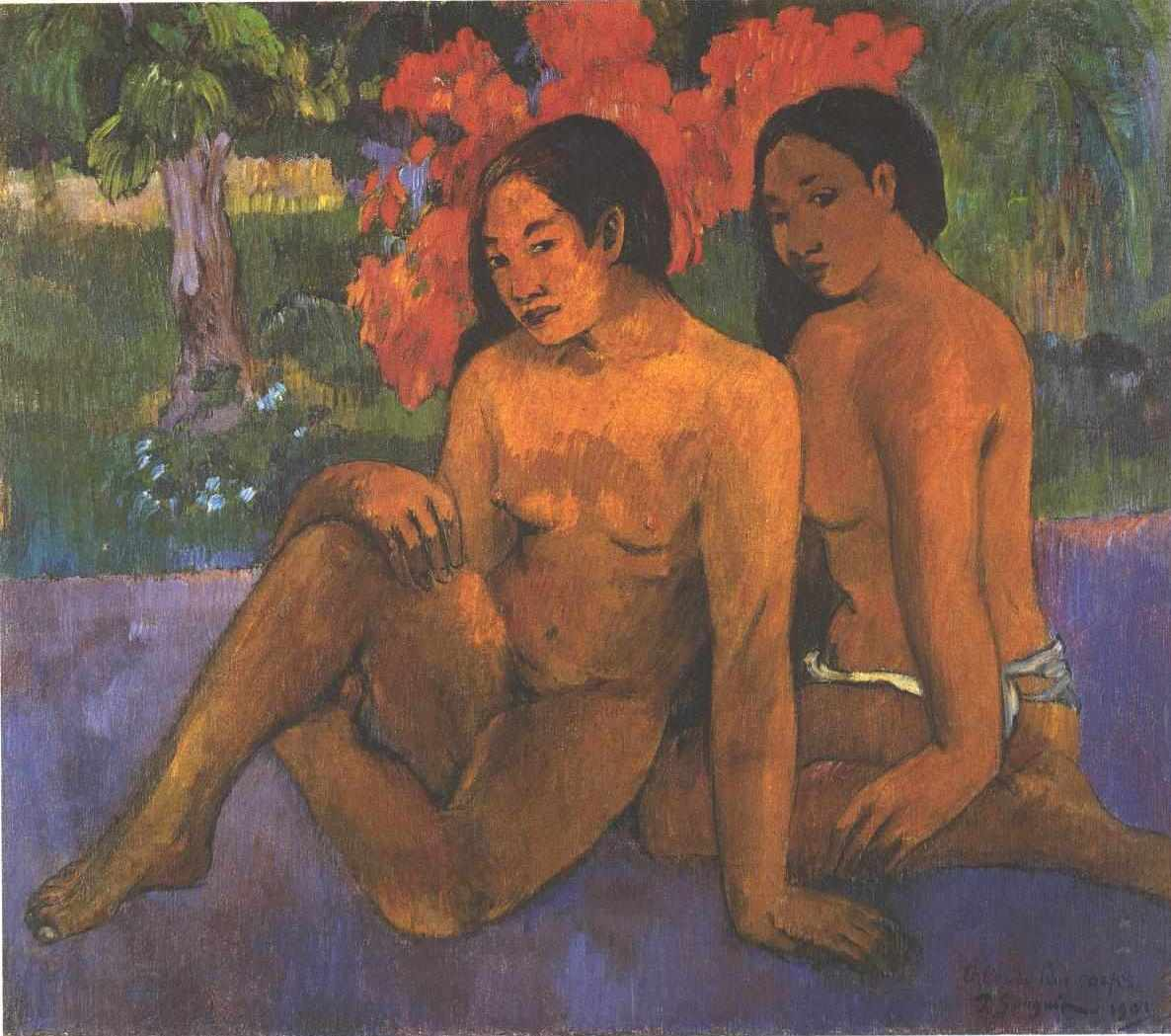
Le tableau Et l'or de leur corps de Paul Gauguin, visible sur l'écran de télévision géant dans la maison des McFly du futur en 2015.

### Scènes coupées
- Le vieil homme demandant une donation à Marty, pour l'horloge de l'hôtel de ville, se révèle être Terry, le garagiste qui avait jadis fait réparer la voiture de Biff en 1955. En croisant celui-ci, il affirme à Marty que, pour lui, la date du 12 novembre 1955 correspond à la fois où Biff ne lui a pas payé les frais de réparation.
- Lorsque le Marty du futur rentre chez lui après avoir salué son fils Marty Jr., il dit bonsoir à ses parents. Il s'aperçoit que son père s'est encore bloqué le dos en ayant joué au golf. Puis sa mère lui demande si son travail se passe bien et Marty lui répond qu'il va peut-être obtenir une promotion.
- Durant le repas chez le Marty du futur, sa mère Lorraine lui propose d'organiser une fête pour la libération de son oncle Joey, mais Marty préfère attendre d'en être sûr. Par la suite, Lorraine fait pivoter l'appareil de son mari George pour éviter qu'il mange la tête en bas. Puis Marty Jr. demande à Marlène de lui servir du thé mais celle-ci est au téléphone. C'est finalement Marty qui attrape la carafe et sert son fils.
- Peu après que la Jennifer du futur se soit évanouie en s'étant vue plus jeune, Marty (celui du futur) récupère sa femme inanimée et est rejoint par ses enfants. Sur le plan où Michael J. Fox apparaît en trois fois, les calques sont insérés ensemble mais sont restés inachevés.
- Einstein sent la présence du vieux Biff, caché derrière une voiture. Doc Brown rappelle son chien et la DeLorean prend son envol. Peu après, Biff s'écroule et s'efface du décor. Ce détail peut s'expliquer par le fait que Biff, qui a changé son avenir en s'étant remis L'Almanach des sports à lui-même en 1955, aurait pu être finalement assassiné par Lorraine (alors son épouse depuis 1973) entre 1985 et 2015[8].
- Dans le 1985 modifié, Marty découvre son lycée en ruine, jadis ravagé par un incendie six années plus tôt (1979) selon les dires du principal Strickland.
- À l'entrée de l'hôtel-casino de Biff, Marty croise son frère aîné, Dave. Celui-ci est devenu dans cette réalité un véritable poivrot. Dans le montage final du film, Dave est mentionné par Biff comme étant en liberté conditionnelle.